# Garry Kitchen's GameMaker
Garry Kitchen's GameMaker, o Garry Kitchen's GameMaker: The Computer Game Design Kit come appare in copertina, è un ambiente di sviluppo di videogiochi, rivolto all'utente medio anche non esperto di programmazione, pubblicato nel 1985 da Activision per Apple II e Commodore 64. Prende il nome dall'autore principale Garry Kitchen, anche noto come designer di Keystone Kapers e Bart vs. the Space Mutants.
Il sito di Kitchen lo indica come uscito anche per PC IBM, ma non si hanno evidenze dell'esistenza di questa versione. Versioni per i computer a 16 bit Amiga e Atari ST erano in preparazione nel 1986, ma non vennero pubblicate.

## Funzionalità
GameMaker è composto da diversi moduli, ciascuno dedicato a un aspetto dello sviluppo del videogioco e ciascuno in grado di creare, modificare e salvare elementi indipendenti, da combinare insieme per creare un gioco completo. I moduli sono:
- SceneMaker - per disegnare grafica fissa di sfondo
- SpriteMaker - per disegnare sprite, ovvero oggetti grafici animati
- MusicMaker - per comporre brani musicali, con inserimento delle note su un pentagramma
- SoundMaker - per comporre effetti sonori, con interfaccia simile a una console di sintetizzatore
- The Editor - un editor di testo per la programmazione della logica del gioco e il collegamento dei vari elementi, attraverso un codice sorgente scritto in un apposito linguaggio simile al BASIC

Ogni modulo si controlla tramite un'interfaccia grafica, con menù, pulsanti e un puntatore mosso con il joystick o la tastiera. Anche la scrittura del codice sorgente nell'Editor avviene quasi sempre senza digitazione, selezionando via menù tra i comandi e i parametri possibili.
I videogiochi prodotti si possono salvare su disco anche come programmi indipendenti, in grado di essere eseguiti senza possedere GameMaker.

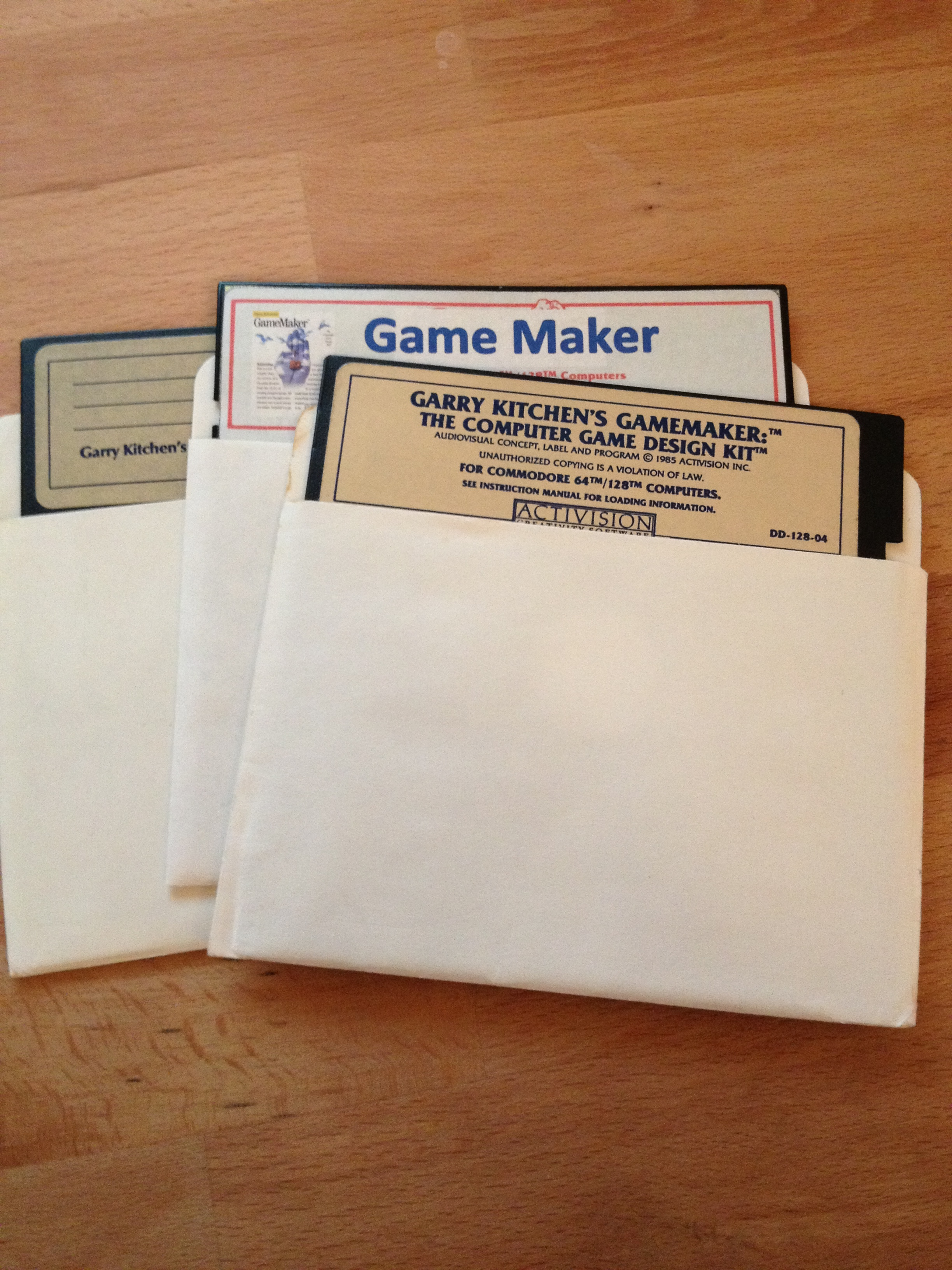
Dischetti originali per Commodore 64

Il software originale è costituito da due floppy disk, di cui solo il primo ospita il programma, mentre entrambi contengono diversi giochi di esempio ed elementi grafici e sonori predefiniti, utilizzabili e modificabili dall'utente. Sono presenti un rifacimento di Pitfall!, gli sparatutto Chopper e MegaMania (rifacimento di un gioco per Atari 2600), un draw poker e altri demo anche non di gioco, ad esempio un'animazione per gli auguri di compleanno. È incluso anche un dischetto vuoto per salvare le proprie opere.
Come ambiente di sviluppo era molto avanzato per l'epoca ed è probabilmente il più flessibile sistema pubblicato per Commodore 64, nonostante avesse le sue limitazioni, in particolare la pochissima memoria a disposizione dell'utente e l'impossibilità di creare sfondi scorrevoli.

## Espansioni
Activision pubblicò anche, vendendole separatamente su dischetti, due librerie aggiuntive per Commodore 64, che forniscono altri elementi grafici e sonori per facilitare la progettazione di specifici generi di giochi: Sports dedicato ai videogiochi sportivi e Science Fiction dedicato alla fantascienza.

## Concorso
Activision organizzò una competizione di design di giochi con GameMaker con scadenza il 30 giugno 1986. Per partecipare si poteva inviare ad Activision un dischetto con il proprio videogioco, per Commodore 64 o Apple II. Garry Kitchen e il suo staff giudicarono il gioco migliore e il titolo fu vinto da The Final Attempt per Commodore 64, sviluppato da un postino californiano. L'autore vinse 5000 dollari e il gioco venne pubblicato da Activision tramite ordine postale, con il titolo Deadline.